# Kup Hrvatske u hokeju na travi za muškarce 2008.
Kup Hrvatske u hokeju na travi za muškarce za 2008. godinu je igran u proljetnom dijelu sezone 2007./08. Kup je peti put zaredom osvojila "Mladost" iz Zagreba. 

## Rezultati
| klub1                     | -               | klub2                      | 1. ut           | 2. ut           | napomene                 |
| četvrtzavršnica           | četvrtzavršnica | četvrtzavršnica            | četvrtzavršnica | četvrtzavršnica | četvrtzavršnica          |
| ------------------------- | --------------- | -------------------------- | --------------- | --------------- | ------------------------ |
| Marathon Zagreb           | -               | Mladost II Zagreb          | 5:2             | 5:2             |                          |
| Akademičar Mladost Zagreb | -               | Zrinjevac Zagreb           | 4:8             | 3:6             |                          |
| Concordia Zagreb          | -               | Zelina (Sveti Ivan Zelina) | 1:4             | 0:8             |                          |
| Mladost Zagreb            | -               | Jedinstvo Zagreb           | 5:0             | 5:1             |                          |
|                           |                 |                            |                 |                 |                          |
| poluzavršnica             |                 |                            |                 |                 |                          |
| Marathon Zagreb           | -               | Zrinjevac Zagreb           | 7:0             | 14:2            |                          |
| Mladost Zagreb            | -               | Zelina (Sveti Ivan Zelina) | 10:0            | 5:1             |                          |
|                           |                 |                            |                 |                 |                          |
| završnica                 |                 |                            |                 |                 |                          |
| Mladost Zagreb            | -               | Marathon Zagreb            | 2:1             |                 | "Mladost" pobjednik kupa |

## Unutrašnje poveznice
- Kup Hrvatske u hokeju na travi za muške
- Prvenstvo Hrvatske u hokeju na travi 2007./08.
- Dvoranski kup Hrvatske u hokeju 2007.

## Vanjske poveznice
- hhs-chf..hr, Hrvatski hokejski savez